# Laelia heidii
Laelia heidii là một loài thực vật có hoa trong họ Lan. Loài này được (Carnevali) Van den Berg & M.W.Chase mô tả khoa học đầu tiên năm 2004.